# باولو فيتور (لاعب كرة قدم)
باولو فيتور هو لاعب كرة قدم برازيلي في مركز حراسة المرمى، ولد في 21 نوفمبر 1988 في ساو ماتيوس، إسبيريتو سانتو في البرازيل. لعب مع Rio Branco Atlético Clube ‏.

## وصلات خارجية
- باولو فيتور (لاعب كرة قدم) على موقع Soccerway.com (الإنجليزية)
- باولو فيتور (لاعب كرة قدم) على موقع عالم كرة القدم.نت (الإنجليزية)